# Petits Meurtres en famille
Petits Meurtres en famille est une série télévisée franco-belge en quatre épisodes de 90 minutes, adaptée par Anne Giafferi et Murielle Magellan du roman Le Noël d'Hercule Poirot d'Agatha Christie, diffusée initialement sur France 2 du 14 novembre 2006 au 5 décembre 2006.

## Synopsis
En Bretagne, en 1939, Simon Le Tescou, à la veille de son 70e anniversaire, décide de réunir ses enfants et petits-enfants pour leur parler de son héritage. Il a une importante nouvelle à apprendre à son entourage. Mais il est retrouvé assassiné, égorgé dans son bureau fermé de l'intérieur. Les policiers Larosière et Lampion se chargent de l'enquête.

## Fiche technique
- Réalisation : Edwin Baily
- Scénario : Anne Giafferi et Murielle Magellan, d'après le roman Le Noël d'Hercule Poirot d'Agatha Christie
- Décors : Thomas Peckre
- Costumes : Charlotte Betaillole
- Photographie : Roberto Venturi
- Directeur de production : Yorick Kalbache
- Montage : Isabelle Dedieu et Gilles Volta (2 épisodes chacun)
- Musique : Stéphane Moucha
- Casting : Richard Rousseau
- Production : Sophie Révil
- Production déléguée : Denis Carot
- Production associée : Arnauld de Battice, Yves Swennen et Anne Leduc
- Sociétés de production : Escazal Films, AT-Production et la RTBF, avec la participation de France Télévisions, TV5 Monde et TSR
- Sociétés de distribution (télévision) : France 2
- Pays d'origine :  France /  Belgique
- Langue originale : français
- Format : couleur - 1,78:1 - son stéréo
- Genre : mini-série policière
- Durée : 4 × 90 minutes
- Contrôle parental :déconseillée aux  moins de 10 ans.

## Distribution

### Famille Le Tescou
- Robert Hossein : Simon, le patriarche
- Bruno Todeschini : Édouard, fils aîné de Simon
- Elsa Zylberstein : Édith, épouse d'Édouard
- Mathias Mlekuz : Antonin, fils de Simon, député
- Grégori Derangère : Victor, fils de Simon
- Liza Manili : Alix, fille d'Édouard et d'Édith (qui s'avère être la fille de Victor avec qui Édith avait eu une liaison)
- Leticia Dolera : Victoria Sanchez (femme de chambre et amie de la vraie Inès, petite-fille de Simon) qui se fait passer pour Inès, après le décès de celle-ci dans un accident automobile
- Laure Roldan : la véritable Inès (que l'on ne voit que quelques minutes au début du film), petite-fille de Simon
- Michèle Moretti : Albertine, sœur de Simon

### L'entourage
- Disiz (crédité de son vrai nom Sérigne M'Baye au générique) : Éloi, un ami de la famille, jeune chirurgien ivoirien
- Frédérique Bel : Madeleine, la « poule » d'Antonin, chanteuse
- Grégoire Taulère : Diego, républicain espagnol proscrit, chauffeur de la vraie Inès, ami et amant de la fausse Inès, qui pousse celle-ci à mentir sur son identité

### Les domestiques
- Jean-Marie Winling : Monsieur Paul, le majordome
- Marie Bunel : Louise, la gouvernante
- Nadia Barentin : Mme Dupré, la chef cuisinière
- Alexis Michalik : Richard, le chauffeur de la famille, fils de Monsieur Paul
- Fabrice Bénard : Marco, le valet de chambre
- Valentine Alaqui : Suzanne, la soubrette
- Martine Gautier : Odile, la cuisinière

### Les policiers
- Antoine Duléry : Commissaire Jean Larosière
- Marius Colucci : Inspecteur Émile Lampion

### Autres personnages
- Alain de Catuelan : Médecin
- Yvon Lallemand : Chef de gare, sosie de l'acteur américain Dustin Hoffman. Comédien auteur compositeur interprète Entre le diable et la raison.

## Commentaires
C'est la première saga d'hiver de la télévision française.[citation nécessaire]
Le tournage s'est déroulé en grande partie au château de Beaumanoir, sur la commune du Leslay, dans les Côtes-d'Armor.
La série a réuni lors de sa première diffusion une moyenne de sept millions de téléspectateurs, ce qui encouragea France 2 à continuer ses adaptations de romans d'Agatha Christie, dans la série Les Petits Meurtres d'Agatha Christie, diffusée à partir de janvier 2009, reprenant le tandem constitué par les personnages du commissaire Larosière et de l'inspecteur Lampion, utilisés pour remplacer les éventuels détectives présents dans les œuvres originales d'Agatha Christie (Hercule Poirot, notamment).
Il existe toutefois une incompatibilité chronologique entre cette nouvelle série et Petits Meurtres en famille : en effet, Larosière et Lampion, jeune policier encore inexpérimenté, se rencontrent ici pour la première (et probablement dernière) fois, quelques mois avant le début de la Seconde Guerre mondiale, alors que les épisodes de la série Les Petits Meurtres d'Agatha Christie se situent de toute évidence auparavant, dans l'entre-deux-guerres (à titre d'exemple, l'épisode La Maison du péril est clairement situé en 1936).
Cette incompatibilité est confirmée par le fait que Lampion connaissait la situation difficile que Larosiere entretenait avec son père biologique dans l'episode "Un meurtre en sommeil" qui se déroule en 1937 ou 1938. En effet, il lui rappelle à la fin de l'épisode que Larosiere a été abandonné par son père, ce qui expliquerait pourquoi il a une vie sentimentale chaotique. Or, dans la mini-serie qui se passe en février 1939, c'est-à-dire quelques mois plus tard, Lampion découvre avec stupeur que Larosiere est un enfant naturel qui n'a pas été reconnu par son père lorsqu'il lui dit "Je ne savais pas pour votre père" (fin de l'épisode 2, autour de la 85e minute). 
Ces 2 épisodes ont pourtant été écrits par les mêmes scénaristes.

#### Erreurs et anachronismes
La statuette Yoruba découverte par Simon Le Tescou dans le 1er épisode est dite "du Congo" par Eloi. Or les Yorubas n'ont jamais habité que du Nigéria à la Côte d'Ivoire.
Le village de Val d'Isère n'a développé sa station de ski qu'à partir de 1936, quand la route l'a désenclavé, et il y a peu de chance que la bourgeoisie bretonne y aille déjà en vacances de ski en 1939, comme cela est évoqué plusieurs fois.

## Diffusion
- Belgique : du 7 au 28 novembre 2006 sur La Une ;
- Suisse : du 10 au 17 novembre 2006 sur TSR1 ;
- France : du 14 novembre au 5 décembre 2006 sur France 2 et rediffusé du 5 au 12 août 2009 ;  France
- Monaco : 12-13 août 2016 sur TMC (les quatre épisodes à la suite en première, deuxième et troisième partie de soirée)[1] ;
- Japon : à partir du 20 juin 2008 ;
- Italie : à partir du 8 novembre 2008 sur Fox Crime ;
- Hongrie : à partir du 5 juin 2009 sous le titre Apró gyilkosságok a családban;
- Finlande : à partir du 23 mars 2011 sous le titre Agatha Christien tarinat - Simon Le Tescoun testamentti.
- Allemagne : du 31 octobre au 21 novembre 2017 sur eoTV